# Fuerte de Samaipata

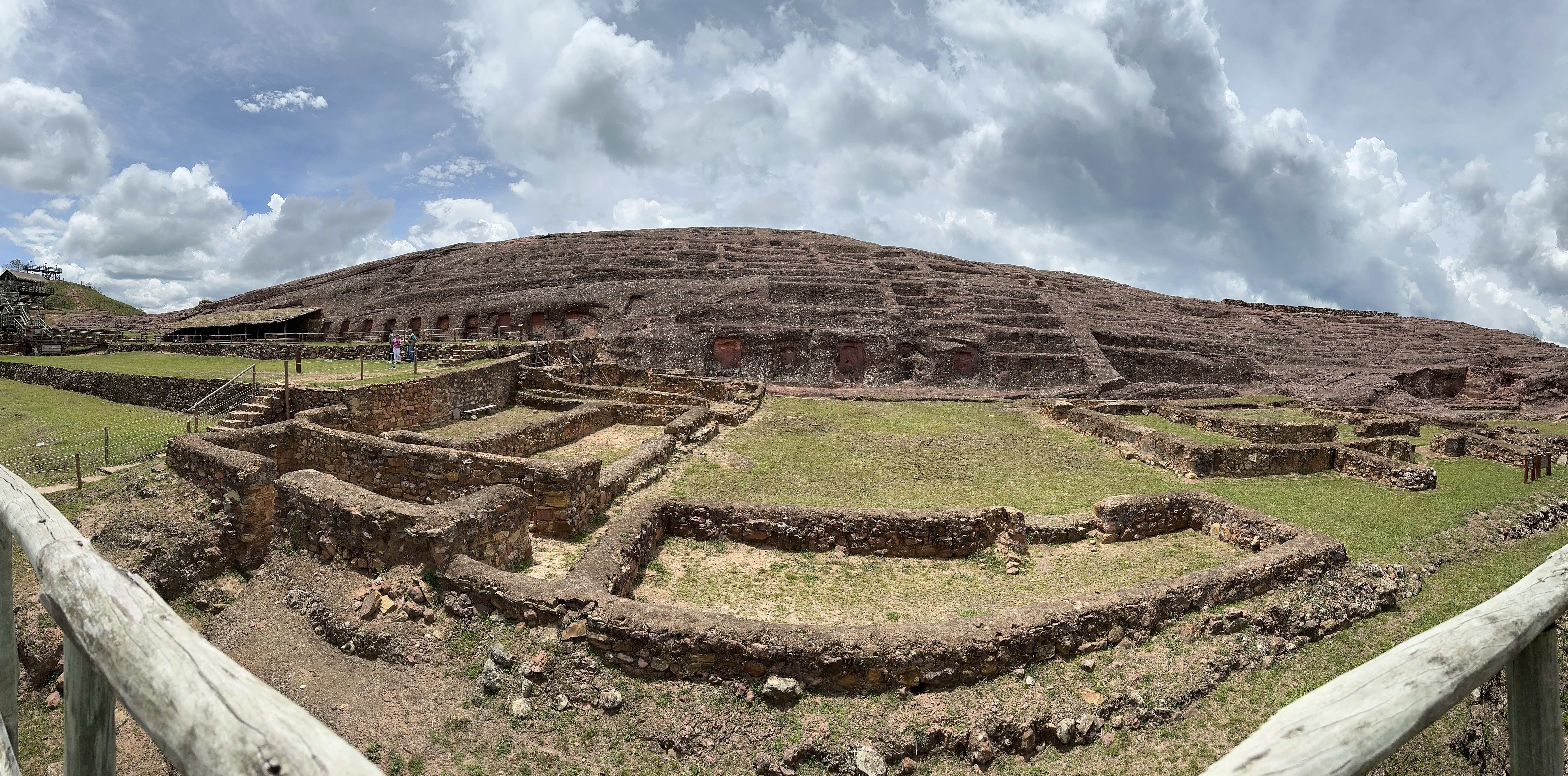
El Fuerte, Samaipata, centre cérémonial et donc, lieu de communication entre l'homme et les dieux.

Le Fort de Samaipata (Fuerte de Samaipata en espagnol) est un site archéologique préhispanique situés en Bolivie dans le département de Santa Cruz. 
Le site est célèbre pour son immense rocher tabulaire aménagé de bassins et de canaux creusés à même la roche qu'accompagnent deux figures de félin, ainsi que pour ses niches latérales, façonnées de la même manière. Classé patrimoine mondial de l'UNESCO en 1998, ce site est supposé avoir été érigé à des fins religieuses et cérémonielles par des populations pré-incaïques. En colonisant la région, les Incas se le seraient approprié et en auraient poursuivi l'aménagement. La plupart des vestiges qu'offre Samaipata restent toutefois bercés de mystères et leur interprétation est ardue. 
Le naturaliste A. d'Orbigny sera le premier à dresser un plan de Samaipata en 1832, mais de façon erronée, il en fit un « lavage d'or » inca. L'expression « fuerte de Samaipata » (fort de Samaipata) qui s'utilise pour désigner le rocher pourrait laisser entendre qu'il s'agissait d'un complexe défensif. Ce terme est cependant bien plus vraisemblablement un héritage des premières décennies de l'époque coloniale. Pour lutter contre les Indiens Chiriguano, les Espagnols élevèrent en effet en ce lieu des fortifications précaires.

## Liens externes

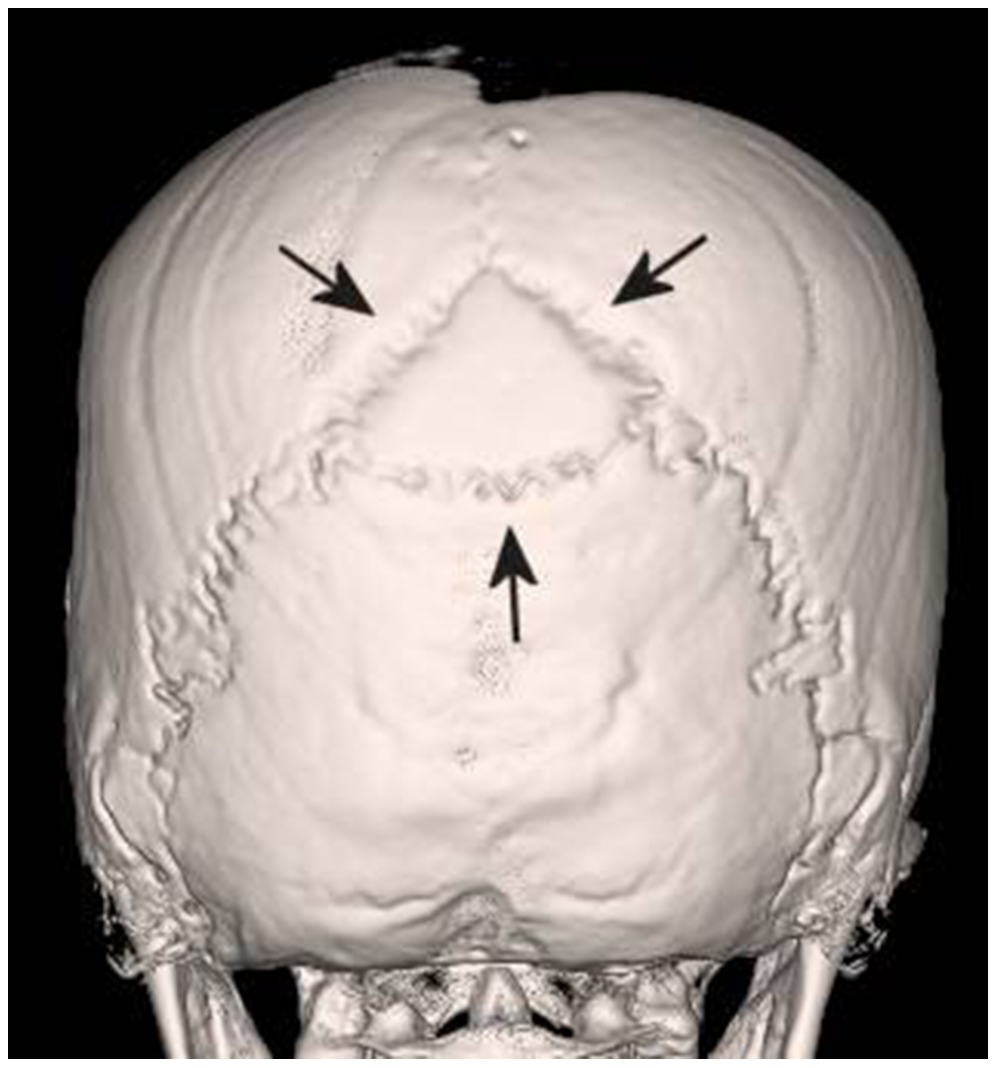
Os « Inca ».